# 上塞爾瓦阿萊格雷區
上塞爾瓦阿萊格雷區（西班牙語：Distrito de Alto Selva Alegre），是秘魯的一個區，位於該國南部阿雷基帕大區的阿雷基帕省，始建於1992年11月16日，面積6.98平方公里，海拔高度2,500米，2005年人口72,818，人口密度每平方公里10,000人。
16°22′44″S 71°31′14″W / 16.37889°S 71.52056°W